# Payam Feili
Payam Feili (en persa: پیام فیلی,; Kermanshah, 1985) es un poeta, escritor y activista iraní.

## Biografía
Nacido en 1985 en Kermanshah, una ciudad en la parte occidental de Irán, comenzó desde temprana edad su vocación por la escritura. En 2005, publicó su primer libro en inglés llamado The Sun's Platform (La Plataforma del Sol en español), sin embargo, fue censurado por el Ministerio de Cultura y Orientación Islámica, así como también el resto de sus obras, con una prohibición de publicarlas dentro del país. Su primera novela, Tower and Pond, así como también una colección de ensayos fueron publicados por Lulu bajo la legislación de los Estados Unidos en persa. Su segundo libro, Creceré, daré frutos… higos, una novela corta que trata sobre el amor homosexual entre dos soldados durante la guerra Irán-Irak, fue publicado en Alemania por la editorial Gardoon Publishers de Berlín en 2011. Dentro de sus otras obras, destacan la novela Son of the Cloudy Years y Hasanak, una colección de poemas también publicados fuera de Irán. Él fue incluido en la lista negra de intelectuales iraníes no solo por sus trabajos sino también por su orientación sexual gay, debido a esto principalmente es que escapó de su país natal en 2014, solicitando asilo humanitario en Turquía, a fin de no ser condenado por las autoridades del gobierno iraní que aplican la ley Sharia.
A fines de 2015, Feili viajó a Israel donde fue invitado especial a una actividad cultural en Tel Aviv. Para ello contó con una autorización especial de ingreso al país (los ciudadanos iraníes se encuentran prohibidos de ingresar a territorios israelíes) otorgada por el Ministerio de Cultura y Deporte. La visita fue organizada por la ministra del deporte, Miri Regev junto al ministro del Interior, Silvan Shalom. En 2016, Feili solicitó oficialmente asilo en Israel. Las autoridades israelíes le otorgaron una extensión de su permiso temporal de estadía mientras se resuelva su tramitación migratoria.
Además de su labor como escritor, Feili al ser abiertamente gay, es además un activista por los derechos de los LGBT de su país en el exilio, donde realiza ciberactivismo a través de su blog personal, el cual había sido baneado por las autoridades iraníes mientras vivía en su natal Irán.

## Premios y reconocimientos
- Poeta del Mes (enero de 2014). The Missing Slate Magazine.[6]